# Теодор Симон
Теодор Симон е френски психолог и психометрик. Той в сътрудничество с Алфред Бине създава теста за интелигентност на Симон-Бине.
на български език
- с Алфред Бине. Измерване на интелигентностьта у децата. София, 1936